# HD 177389
HD 177389，又名CP-68 3185，SAO 254475、HR 7221，是一颗恒星，视星等为5.33，位于銀經327.17，銀緯-26.76，其B1900.0坐标为赤經18h 59m 16.7s，赤緯-68° -26.76′ 41″。